# Qalidin
Qalidin (tiếng Ả Rập: قليدين) là một ngôi làng Syria nằm ở Al-Ziyarah Nahiyah ở huyện Al-Suqaylabiyah, Hama. Theo Cục Thống kê Trung ương Syria (CBS), Qalidin có dân số 3636 người trong cuộc điều tra dân số năm 2004.